# Holy Trinity Church (Pontresina)

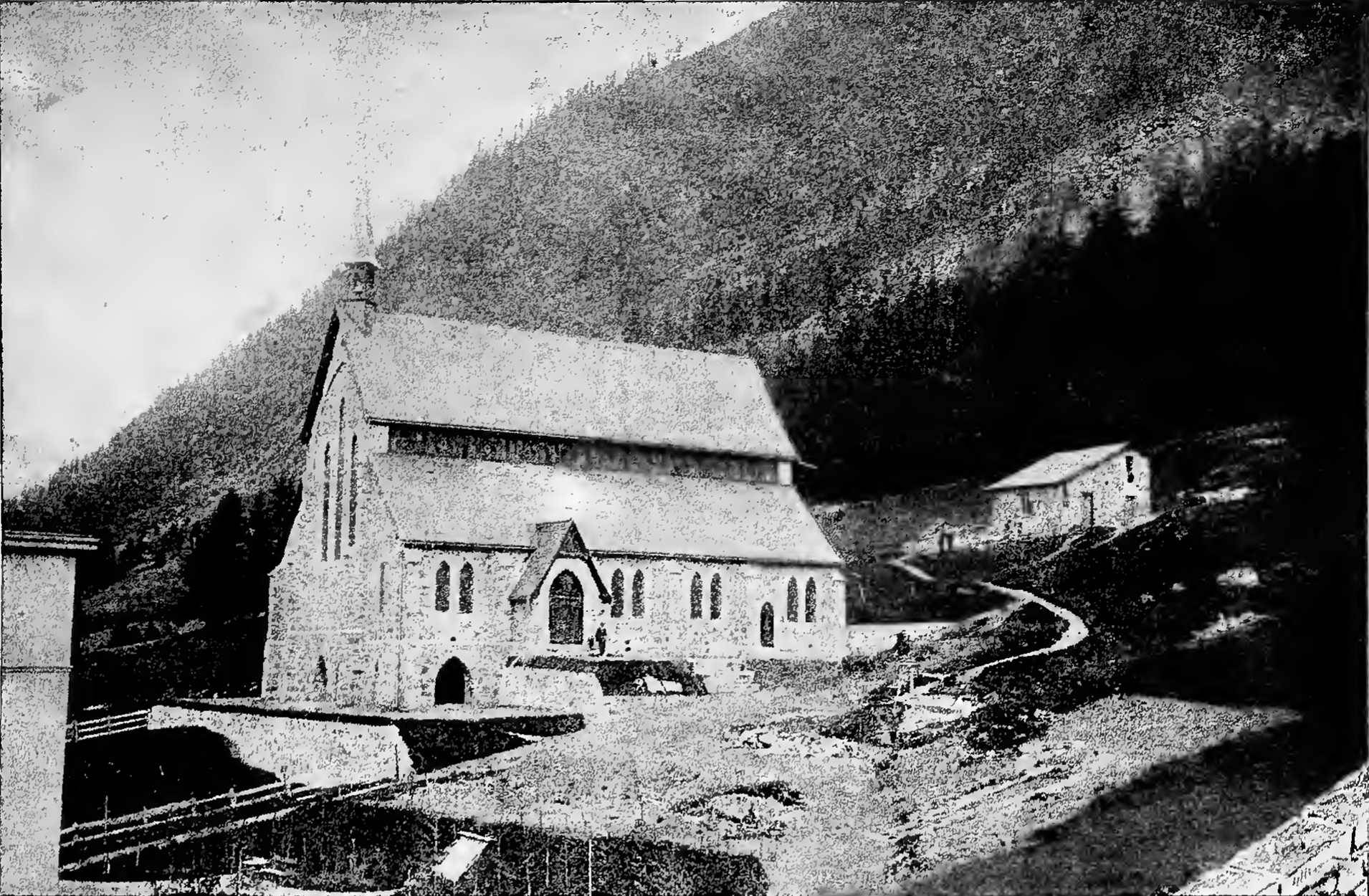
Die Holy Trinity Church 1882 kurz nach der Erbauung

Die Holy Trinity Church oder Englische Kirche war eine anglikanische Kirche in Pontresina im Oberengadin. Das 1882 nach Plänen des englischen Architekten Richard Popplewell Pullan erbaute und 1975 abgebrochene neugotische Gotteshaus gilt als sein Hauptwerk und als bedeutendstes Werk des englischen Kirchenbaus in der Schweiz.

## Vorgeschichte

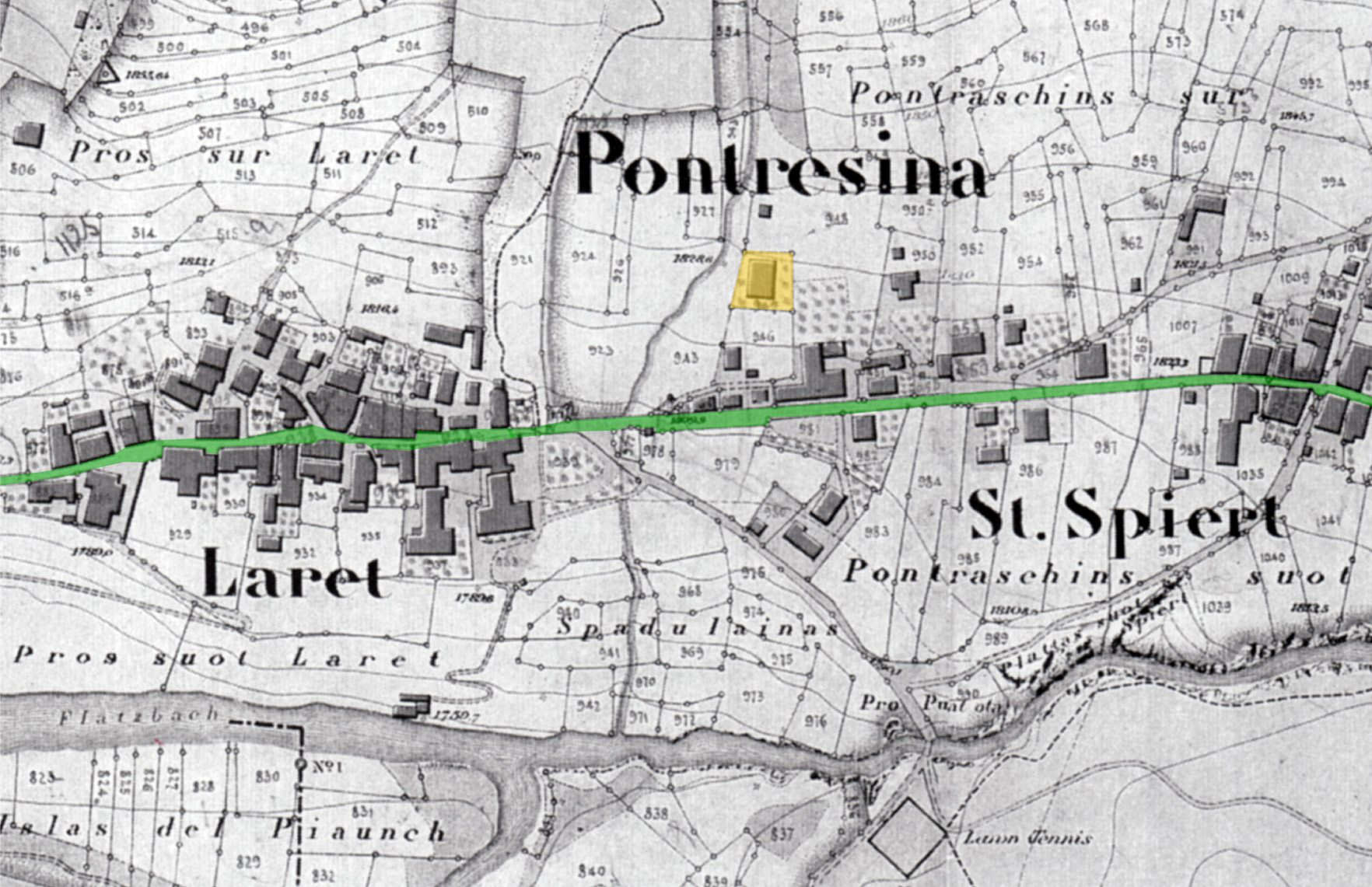
Lage der Englischen Kirche (gelb), grün hinterlegt der Verlauf der Dorfstrasse Via Maistra

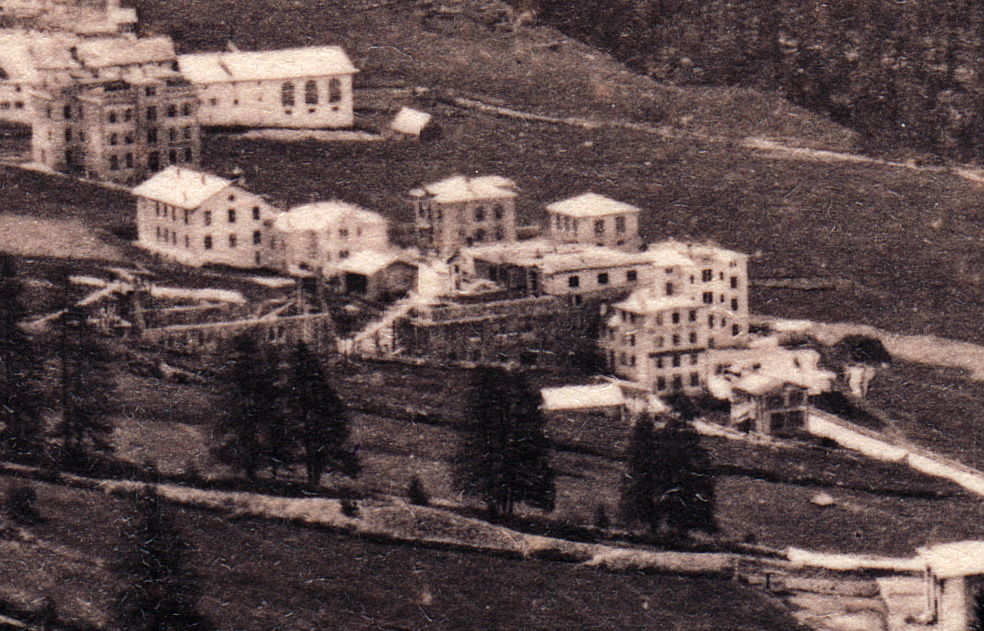
Die Baustelle der Holy Trinity Church am linken Bildrand, daneben die Baustelle des zeitgleich erstellten Hotels Pontresina zu Beginn der 1880er Jahre

Gottesdienste in der eigenen Sprache und im eigenen Ritus waren ein Bedürfnis der englischen Touristen, die ab der zweiten Hälfte des 19. Jahrhunderts mit dem Aufkommen des Tourismus die schweizerischen Fremdenorte besuchten. Anfangs dienten dazu Räume in Hotels oder Kirchen anderer Konfessionen. Ab 1870 entstanden mit der ersten englischen Kirche der Schweiz in Zermatt eigene Kirchenbauten, meist von englischen Architekten entworfen.
Vor dem Bau der Englischen Kirche fanden die anglikanischen Gottesdienste während der Sommersaison jeweils in der evangelisch-reformierten Dorfkirche San Niculò statt. Der englische Architekt und Archäologe Richard Popplewell Pullan besuchte 1872 Pontresina und erstellte einen Vorschlag für eine kleine Kirche für die englischen Besucher. Das gegründete Komitee war aber nicht sehr erfolgreich, nur wenige Spenden flossen und die Pläne zerschlugen sich.
Neuen Schwung erhielt das Projekt Ende der 1870er Jahre durch den englischen Geistlichen J. W. Ayre von der St. Mark’s Church an der North Audley Street in London. Die Zahl der englischen Gäste hatte sich in dieser Zeit verdreifacht, was das Bedürfnis verstärkte, aber auch ein grösseres Gebäude erforderte.
Das lokale Hotelgewerbe unterstützte das Projekt. Der Präsident des Kreises Oberengadin, Gian Saratz aus der Hotelierfamilie Saratz, stiftete ein Stück Land für den Kirchenbau im neuen Ortsteil Bellavita, der ab 1870 zwischen dem Unterdorf Laret und dem Oberdorf St. Spiert entstand. Florian Zambail, Inhaber des Hotels Roseg, das viele englische Gäste beherbergte, spendete das Land für die Zufahrtsstrasse. Lorenz Gredig vom Hotel Krone gab 20 Pfund in den Kirchenbaufond, dazu kamen weitere Spenden von circa 700 Pfund. Der englische Komponist Arthur Sullivan organisierte in Pontresina 1880 eine Wohltätigkeitsvorstellung seiner 1866 komponierten komischen Oper Cox and Box und übernahm darin die Partie des Cox.
Die anglikanische Missionsorganisation Society for the Propagation of the Gospel in Foreign Parts organisierte den Bau der Kirche, deren Kosten auf total 1300 Pfund geschätzt wurden. An ihrer Jahresversammlung am 20. Februar 1880 konnte das Continental Chaplaincies Committee bereits von der Grundsteinlegung und der Errichtung der Fundamente 1879 berichten. Der Kirchenbaufonds war in diesem Jahr zudem durch die Spenden der Gäste um 400 Pfund gewachsen. Die im Architekturarchiv der Gebrüder Ragaz vorhandenen Pläne und ein Brief Pullans sprechen für die Ausführung des Baus durch das lokale Bauunternehmen aus Samedan, das in den 1880er Jahren weitgehend alle Hotelbauten in Pontresina ausführte. Bereits 1882 waren die Bauarbeiten abgeschlossen und die Kirche konnte am 19. August 1882 geweiht werden. Die Fertigstellung des Innenausbaus dauerte allerdings noch bis 1884.

## Architektur

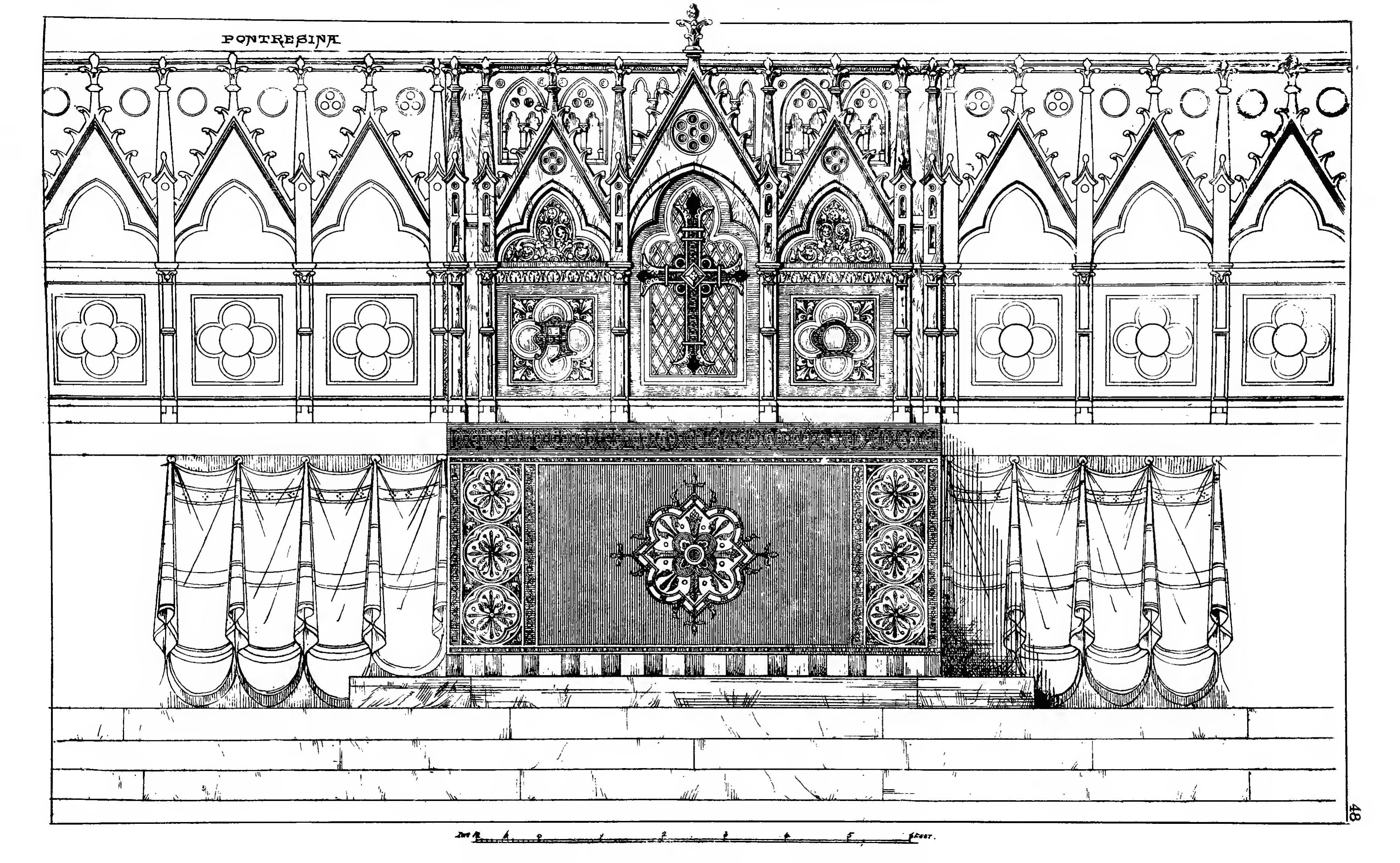
Altarretabel und Antependium, Tafel 48 in Studies in Architectural Style

Den Grundriss der Kirche bildete ein südwestlich ausgerichtetes Längsrechteck mit geraden Stirnseiten, an der Südostseite durchbrochen durch das leicht vorspringende Seitenportal. Die Aussenwände aus unregelmässig geschichtetem Bruchsteinmauerwerk aus lokalem Gestein knüpften an örtliche Bautraditionen an. Die niedrigen Aussenmauern der Seitenschiffe gliederten Strebepfeiler, ebenfalls in Bruchsteinmauerwerk, und gepaarte Spitzbogenfenster, im Inneren unter einem Tudorbogen zusammengefasst. Die hölzernen Wände des Hochschiffes überragten die Seitenschiffe nur wenig. Das steile Satteldach des Mittelschiffes war wie die Dächer der beiden Seitenschiffe mit Eternit bedeckt. Ein Dachreiter mit Spitzhelm bekrönte die gestufte Silhouette der Kirche. Im Dachreiter eine kleine Glocke (40 kg) gegossen im Jahre 1872 von der Giesserei Theus, Felsberg.
Im Gegensatz zur strengen, rauen und eher rustikalen Gestaltung des Äusseren stand die Innenraumgestaltung, die beinahe ausschliesslich in Holz erfolgte. Dieses Gestaltungselement hob Pullan in seinen 1883 erschienenen Studies in Architectural Style hervor, in denen er seine Kirche in Pontresina beschrieb: The walls are of local stone, but the piers, nave, arches and clerestory are of pitch pine, which gives a novel character to the interior. – Die Mauern sind aus lokalem Gestein, aber die Pfeiler, Schiff, Bogen und Obergaden sind aus Pech-Kiefer, was dem Inneren einen neuartigen Charakter gibt.
Hölzerne Bündelpfeiler mit geschnitzten Kapitellen trugen die spitzbogigen, mit einem Wimperg bekrönten Arkaden. Darauf ruhten die Obergaden aus Holz mit je zwei Dreipassfenstern in den hinteren Jochen und je zwei Vierpassfenstern in den Jochen beim Chor. Auch die offene Dachkonstruktion mit einer Holzdecke über Mittel- und Seitenschiffen ruhte durch Gurtbögen und Stützen auf diesen Pfeilern. Diese tragenden Bauelemente hob Pullan durch dunklere Bemalung des Holzes ab. Auch das Altarretabel erhielt gemalte Ornamente auf der naturbelassenen, ungebeizten Holzoberfläche.
Zur speziellen Raumatmosphäre trugen die qualitätvollen, farbigen Glasfenster bei. Zum Teil waren sie Geschenke, etwa das grosse Chorfenster in prachtvoller Glasmalerei, welches mehrere tausend Franken gekostet hat, gespendet von den Schauspielern und Theatermanagern Squire und Effie Bancroft vom Londoner Theatre Royal Haymarket, langjährige Gäste in Pontresina. Ein Geschenk von Helena von Großbritannien und Irland war das Antependium, gestickt von den Damen der Royal School of Needlework.

## Nutzung, Verkauf und Abriss
Nach ihrer Fertigstellung war die Kirche jeweils in der Sommersaison von Mitte Juni bis Mitte September in Betrieb. Die Society for the Propagation of the Gospel in Foreign Parts entsandte für diese Zeit einen Pfarrer, der üblicherweise im Hotel Kronenhof wohnte. Mit Einführung der Wintersaison in Pontresina nach der Jahrhundertwende wurde die Kirche auch im Winter genutzt und zur Finanzierung der Heizung ein spezieller Heizungsfonds eingerichtet.
Durch die schwindende Zahl der Kirchgänger mit dem gesellschaftlichen Wandel im Verlauf des 20. Jahrhunderts verlor die Holy Trinity Church ihre Bedeutung. Schliesslich kaufte die politische Gemeinde Pontresina 1967 das Grundstück und die Kirche wurde profaniert. Einige liturgische Kultgegenstände und Kleider aus der ehemaligen Kirche gelangten durch eine Schenkung in das Kulturarchiv Oberengadin. Die drei Chorfenster schenkte die Gemeinde Pontresina 1974 dem Rhätischen Museum in Chur. Nach einigen Jahren Leerstand liess die Gemeinde 1975 die Kirche abbrechen.